# Deniya bantimurungica
Deniya bantimurungica är en stekelart som först beskrevs av Heinrich 1934.  Deniya bantimurungica ingår i släktet Deniya och familjen brokparasitsteklar. Inga underarter finns listade i Catalogue of Life.